# Jorge Sabas Victor
Jorge Sabas Victor (Díli, 5 de dezembro de 1997) é um futebolista timorense que atua como defesa central. Atualmente joga pelo Karketu Dili.

## Carreira
A nível de clubes, Sabas Victor atuou por Persiku Dynamo Kupang, Vemasse Python, Académica Sporting Timor, Persik Kediri, e Karketu Dili, seu clube atual. No período em que esteve no Karketu Dili, a equipe venceu três vezes a Liga Futebol de Timor-Leste, em 2017, 2021 e 2023 - e venceu uma vez a LFA Super Taça, em 2017.

## Seleção nacional
Sabas Victor integrou a seleção sub-19 na campanha do Campeonato sub-19 da AFF 2013, sendo titular em todas as partidas da equipe no torneio. Atuou também pela seleção sub-23, fazendo parte da equipe nos Jogos Asiáticos de 2014, e capitaneando a equipe nos Jogos Asiáticos de 2018 - chegou a marcar um gol na competição, na derrota por 5 a 2 contra a Síria.
Pela seleção sénior, fez sua estreia na partida contra a Arábia Saudita válida para a segunda fase das eliminatórias da Copa do Mundo de 2018, que terminou em derrota por 7 a 0.

### Gols internacionais
| #  | Data                 | Local     | Rival | Placar inicial | Placar final | Competição                               |
| -- | -------------------- | --------- | ----- | -------------- | ------------ | ---------------------------------------- |
| 1. | 19 de agosto de 2018 | Indonésia | Síria | 2–4            | 2–5          | Jogos Asiáticos de 2018 (fase de grupos) |

## Títulos
Karketu Dili
- Liga Futebol de Timor-Leste: 2017, 2021, 2023
- Supertaça LFA: 2017